# Hirota-jinja

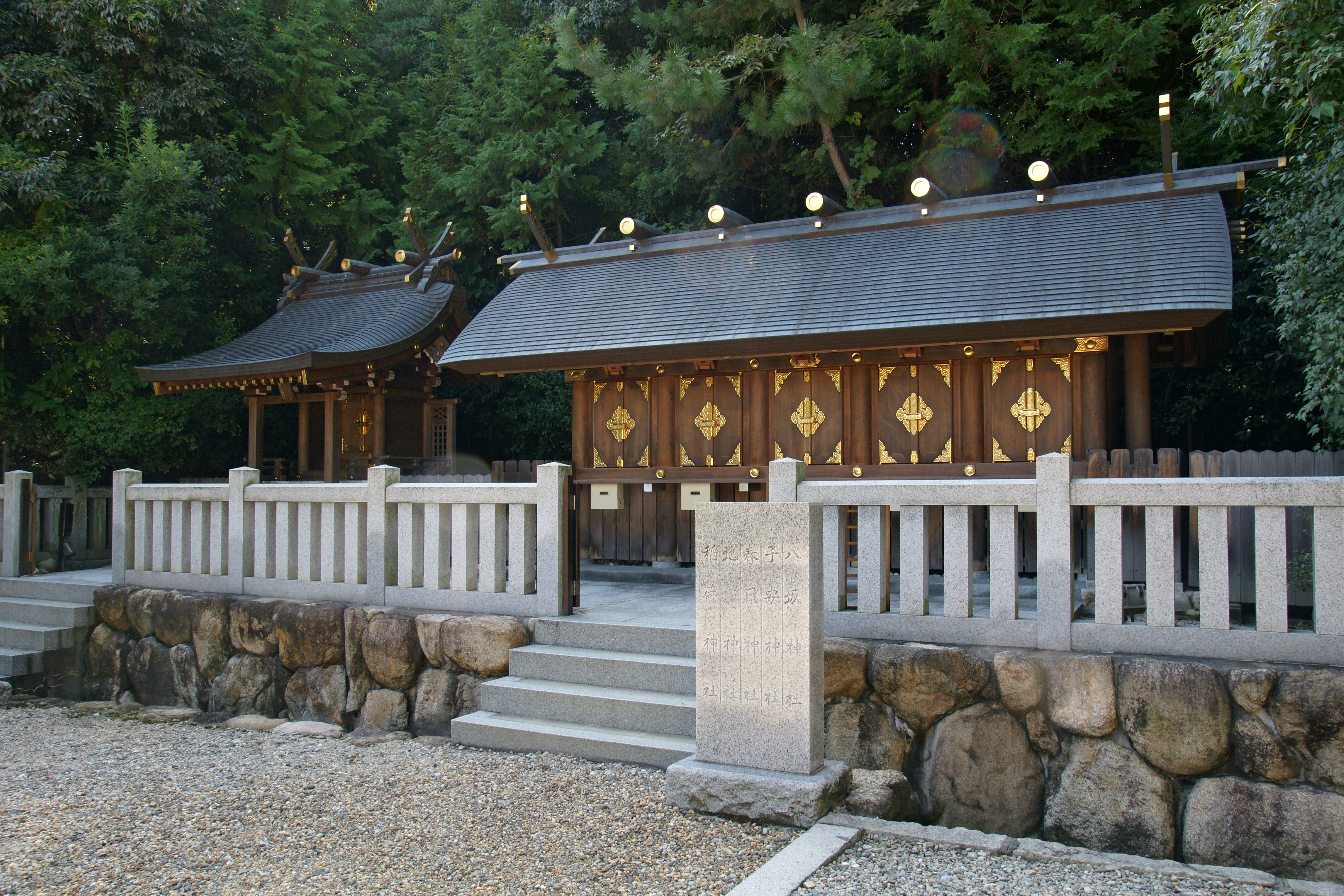
Keidai-sha.

Le Hirota-jinja (広田神社) est un sanctuaire shinto situé à Nishinomiya dans la préfecture de Hyōgo au Japon. Nishinomiya signifie littéralement « sanctuaire de l'Ouest » et la ville tient effectivement son nom du sanctuaire Hirota.

## Histoire

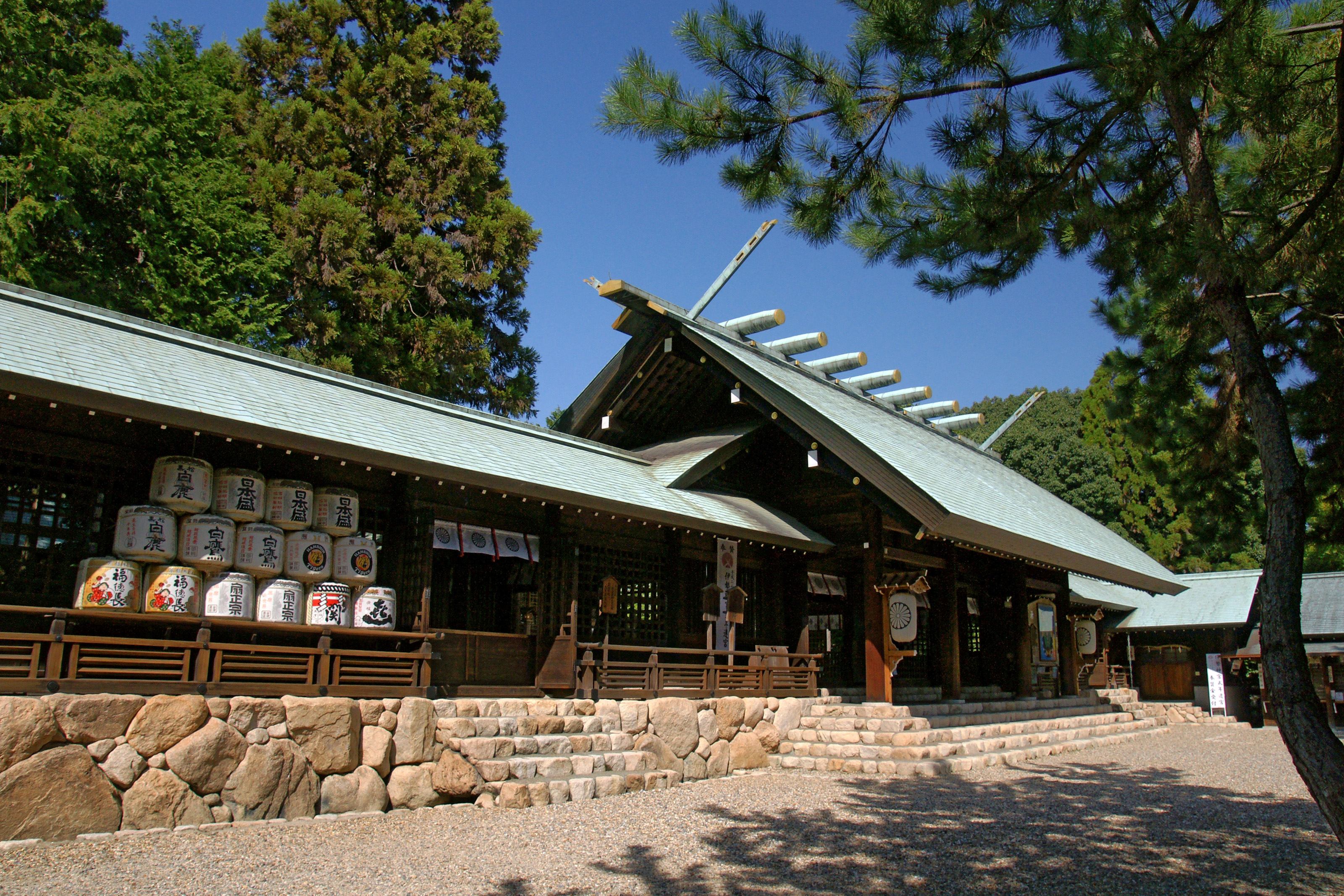
Haiden : bâtiment du sanctuaire consacré au culte.

Le sanctuaire Hirota est un des trois sanctuaires qui, selon le Nihon Shoki, chronique d'une épopée historique, est établi par l'impératrice Jingū au IIIe siècle. Selon la légende, Amaterasu, déesse du Soleil et la plus importante divinité du shintoïsme, parle et déclare qu'elle-même et les autres dieux du Japon doivent être vénérés à Hirota, au Nagata-jinja, au Ikuta-jinja et au Sumiyoshi-taisha. L'impératrice consort Jingū fait ce qui lui a été prescrit puis réalise ses ambitions politiques.
Le sanctuaire devient l'objet du patronage impérial au début de l'époque de Heian. En 965, l'empereur Murakami ordonne que des messagers impériaux soient envoyés pour informer des événements importants les kamis tutélaires du Japon. Ces heihaku sont d'abord présentés à seize sanctuaires et en 991, l'empereur Ichijō ajoute trois autres sanctuaires à la liste de Murakami, dont Hirota.
Sous le règne de l'empereur Shirakawa au XIe siècle, le sanctuaire Hirota est désigné comme l'« un des vingt-deux sanctuaires de la nation (nijunisha) » et reçoit le titre de « grand sanctuaire Hirota ». C'est de nos jours le seul grand sanctuaire de Hyōgo.
De 1871 à 1946, Matsunoo-taisha est officiellement désigné comme l'un des kanpei-taisha (官幣大社), ce qui signifie qu'il est au premier rang des sanctuaires soutenus par le gouvernement.
Le sanctuaire est également renommé pour son kobanomitsuba tsutsuji, une variété d'azalée à trois petites feuilles.

## Événements
- 1er janvier : Sai-tan-sai
- 3 janvier : Gen-shi-sai
- 1 au 3 janvier : Kai-un-sai
- 18 au 19 janvier : Yaku-yoke-sai
- 11 février : Ki-gen-sai
- 17 février : Ki-nen-sai (Taisai)
- 16 mars : Rei-sai (Taisai)
- 16 avril : Haru matsuri (festival du printemps)
- Fin mai : Hirota Ohtaue (festival du riz)
- 30 juin : Nagoshi no oohara eshiki
- 16 juillet : Natsu matsuri (festival d'été)
- Fin septembre : Neki-ho-sai
- 16 octobre : Aki matsuri (festival d'automne)
- 3 novembre : Mei-ji-sai
- 23 novembre : Nii-name-sai (Taisai)
- 23 décembre : Ten-chou-sai
- Premier jour de chaque mois : Tsuki hajime sai, Hatsu hokou-sai
- Seizième jour de chaque mois : Tsuki-name-sai
- Tous les matins : Asa-mi-ke-sai, Yuu-mi-ke-sai

## Source de la traduction
- (en) Cet article est partiellement ou en totalité issu de l’article de Wikipédia en anglais intitulé « Hirota Shrine » (voir la liste des auteurs).